# Punk rock
Punk rock (hay gọi ngắn là punk) là thể loại nhạc rock đã phát triển từ năm 1974 đến 1976 tại Hoa Kỳ, Anh, và Úc. Bắt nguồn từ garage rock và các hình thức khác nay được gọi là nhạc protopunk, các ban nhạc punk rock né tránh sự thái quá nhận thức của nhạc rock đại chúng thập niên 1970. Các ban nhạc punk làm ra thứ âm nhạc nhanh, sắc bén, thường là với những bài hát ngắn, các nhạc cụ không rườm rà, và chủ đề thường là chính trị, đối lập hẳn với ý thức hệ thời đại đương thời. Punk bao gồm tinh thần DIY (do-it-yourself), nhiều ban nhạc tự sản xuất bản ghi âm và phân phối chúng bằng các hình thức không chính thức.
Thuật ngữ "punk" lần đầu tiên được sử dụng liên quan đến nhạc rock của một số nhà phê bình Mỹ vào đầu năm 1970, để mô tả các ban nhạc garage và những người hâm mộ họ. Tiền khởi của punk bao gồm từ âm hưởng huyên náo nguyên thủy của ban The Velvet Underground, âm thanh tần suất lớn với phong cách giận dữ của "giai cấp lao động" của The Who, kiểu guitar cường độ lớn của MC5 và the Stooges, phong cách lưỡng tính của New York Dolls (ảnh hưởng từ David Bowie và Roxy Music). Dĩ nhiên khi punk phát triển, nó tự chuyển biến hình thành vô số nhánh rẽ thống trị, gây ảnh hưởng và lai tạp với các thể loại reggae, bubblegum giữa 60, tiền psychedelic, art rock, free jazz và các dòng âm nhạc cụ thể. Theo nghĩa đen mọi thứ đều thích hợp để cân bằng. Đến cuối năm 1976, các ban nhạc như Ramones ở New York, Sex Pistols và The Clash ở Luân Đôn đã được công nhận là đội tiên phong của một phong trào âm nhạc mới. Một năm sau, punk rock lan rộng trên khắp thế giới, và nó đã trở thành một hiện tượng văn hóa lớn ở Vương quốc Anh. Đối với hầu hết các khu vực, punk bắt rễ trong những vùng địa phương có xu hướng từ chối gắn kết với xu thế chủ đạo (mainstream). Một nét tiển văn hóa punk liên quan xuất hiện, thể hiện nổi loạn trẻ trung và đặc trưng bởi phong cách đặc biệt của quần áo và đồ trang sức và một loạt các hệ tư tưởng chống độc tài.
Trong thời kỳ thuần chất nhất của xúc cảm punk, từ 1975 - 1978, là khoảng thời gian có thể coi là thời khắc phong phú nhất. Dù cho thời gian thống trị ngắn ngủi, nhưng phong cách punk vẫn duy trì cho những ban nhóm dưới cái tên bớt phiền toái hơn. Vẫn lưu giữ tác động của nó trong thập niên 90, Punk độc lập hồi sinh và bước đầu được hiện diện chính thức trên nhãn hiệu đĩa thu /được hợp pháp hóa cho giới báo chí bí mật / được coi là một phong cách mới cho các nhà phê bình âm nhạc.
Đến đầu những năm 1980, các phong cách nhanh hơn, mạnh mẽ hơn như hardcore (như Black Flag) và Oi! (như Cock Sparrer) đã trở thành phong cách chiếm ưu thế của punk rock. Các nhạc sĩ xác định lấy cảm hứng từ nhạc punk cũng theo đuổi một loạt các biến thể khác, dẫn đến việc nổi lên của post-punk và phong trào alternative rock. Sang cuối thế kỷ 20 - đầu thế kỷ 21, pop punk thành thành xu thế chủ đạo, khi các ban nhạc như Green Day, Rancid, Sublime, the Offspring và Blink-182 mang thể loại phổ biến rộng rãi.